# Diocesi di Krishnagar
La diocesi di Krishnagar (in latino Dioecesis Krishnagarensis) è una sede della Chiesa cattolica in India suffraganea dell'arcidiocesi di Calcutta. Nel 2023 contava 67.000 battezzati su 13.199.000 abitanti. È retta dal vescovo Nirmol Vincent Gomes, S.D.B.

## Territorio
La diocesi comprende i distretti di Murshidabad e Nadia nello stato del Bengala Occidentale in India.
Sede vescovile è la città di Krishnanagar, dove si trova la cattedrale del Santissimo Redentore.
Il territorio è suddiviso in 21 parrocchie.

## Storia
Nel 1855 la parte orientale del vicariato apostolico del Bengala occidentale (oggi arcidiocesi di Calcutta) fu costituita in missione, dipendente dai vicari di Calcutta. Il 19 luglio 1870 la missione divenne una prefettura apostolica indipendente in forza del breve Ex debito Pastoralis di papa Pio IX, con il nome di prefettura apostolica del Bengala centrale.
Il 1º settembre 1886 la prefettura apostolica è stato elevata al rango di diocesi con la bolla Humanae salutis di papa Leone XIII. Il 7 giugno dell'anno successivo, con il breve Post initam, la diocesi, che assunse il nome di «diocesi di Krishnagar», entrò a far parte della provincia ecclesiastica dell'arcidiocesi di Calcutta.
Il 15 dicembre 1889 cedette una porzione del suo territorio a vantaggio dell'erezione della prefettura apostolica dell'Assam (oggi arcidiocesi di Shillong).
Nel 1897 la cattedrale fu distrutta da un violento terremoto e fu ricostruita due anni più tardi.
Il 25 maggio 1927 e il 3 gennaio 1952 cedette altre porzioni di territorio a vantaggio dell'erezione rispettivamente delle diocesi di Dinajpur e di Khulna.

## Cronotassi dei vescovi
Si omettono i periodi di sede vacante non superiori ai 2 anni o non storicamente accertati.
- Albino Parietti, P.I.M.E. † (1855 - 30 novembre 1864 deceduto)
- Luigi Limana, P.I.M.E. † (1864 - 17 marzo 1870 deceduto)
- Antonio Marietti, P.I.M.E. † (agosto 1870 - 1878 dimesso)
- Francesco Pozzi, P.I.M.E. † (aprile 1879 - 23 ottobre 1905 deceduto)
- Santino Taveggia, P.I.M.E. † (23 agosto 1906 - 18 gennaio 1927 nominato vescovo di Dinajpur)
  - Sede vacante (1927-1934)
- Stefano Ferrando, S.D.B. † (9 luglio 1934 - 26 novembre 1935 nominato vescovo di Shillong)
  - Sede vacante (1935-1939)
- Louis La Ravoire Morrow, S.D.B. † (25 maggio 1939 - 31 ottobre 1969 ritirato[3])
  - Sede vacante (1969-1973)
- Matthew Baroi, S.D.B. † (17 settembre 1973 - 4 aprile 1983 deceduto)
- Lucas Sirkar, S.D.B. † (22 giugno 1984 - 14 aprile 2000 nominato arcivescovo coadiutore di Calcutta)
  - Sede vacante (2000-2002)
- Joseph Suren Gomes, S.D.B. † (17 aprile 2002 - 17 aprile 2019 ritirato)
  - Sede vacante (2019-2022)[4]
- Nirmol Vincent Gomes, S.D.B., dal 30 aprile 2022

## Statistiche
La diocesi nel 2023 su una popolazione di 13.199.000 persone contava 67.000 battezzati, corrispondenti allo 0,5% del totale.
| anno | popolazione | popolazione | popolazione | presbiteri | presbiteri | presbiteri | presbiteri                | diaconi | religiosi | religiosi | parrocchie |
| anno | battezzati  | totale      | %           | numero     | secolari   | regolari   | battezzati per presbitero | diaconi | uomini    | donne     | parrocchie |
| ---- | ----------- | ----------- | ----------- | ---------- | ---------- | ---------- | ------------------------- | ------- | --------- | --------- | ---------- |
| 1950 | 7.763       | 7.957.675   | 0,1         | 20         |            | 20         | 388                       |         | 28        | 45        | 6          |
| 1970 | 14.885      | 4.397.012   | 0,3         | 26         |            | 26         | 572                       |         | 41        | 226       | 9          |
| 1980 | 21.850      | 4.872.000   | 0,4         | 34         | 3          | 31         | 642                       |         | 48        | 227       | 11         |
| 1990 | 35.594      | 6.788.000   | 0,5         | 35         | 8          | 27         | 1.016                     | 1       | 42        | 275       | 12         |
| 1999 | 56.000      | 7.400.000   | 0,8         | 41         | 14         | 27         | 1.365                     | 1       | 42        | 322       | 13         |
| 2000 | 56.190      | 7.358.890   | 0,8         | 40         | 12         | 28         | 1.404                     |         | 43        | 335       | 13         |
| 2001 | 59.345      | 7.358.890   | 0,8         | 47         | 21         | 26         | 1.262                     | 1       | 43        | 303       | 13         |
| 2002 | 59.975      | 7.360.680   | 0,8         | 45         | 25         | 20         | 1.332                     | 1       | 51        | 310       | 14         |
| 2003 | 60.045      | 7.431.480   | 0,8         | 45         | 25         | 20         | 1.334                     | 1       | 41        | 324       | 14         |
| 2004 | 60.158      | 10.561.058  | 0,6         | 50         | 22         | 28         | 1.203                     | 1       | 42        | 328       | 14         |
| 2013 | 62.828      | 11.152.000  | 0,6         | 76         | 38         | 38         | 826                       |         | 63        | 466       | 22         |
| 2016 | 64.906      | 11.591.600  | 0,6         | 69         | 38         | 31         | 940                       |         | 48        | 521       | 20         |
| 2019 | 64.906      | 12.271.407  | 0,5         | 92         | 45         | 47         | 705                       |         | 62        | 521       | 20         |
| 2021 | 66.800      | 12.491.510  | 0,5         | 97         | 43         | 54         | 688                       |         | 74        | 250       | 21         |
| 2023 | 67.000      | 13.199.000  | 0,5         | 74         | 43         | 31         | 905                       |         | 38        | 251       | 21         |